# 発声筋
発声筋（はっせいきん）とは、発声に関わる筋群のことである。
発声筋には筋紡錘がなく、発声筋の緊張度は聴覚によってフィードバック調節されている。聴覚が障害されると歌の調子が外れるのはそのためである。
発声筋の運動神経は迷走神経の上喉頭神経と下喉頭神経に支配されている。

## 発声筋の種類
- 輪状甲状筋：声帯に緊張を与える。上喉頭神経支配。
- 声帯筋：声帯に緊張を与える。下喉頭神経支配。障害されると無声となる。
- 甲状披裂筋：声門を閉じる。下喉頭神経支配。障害されると嗄声となる。
- 披裂筋：声門を閉じる。下喉頭神経支配。障害されると嗄声となる。
- 外側輪状披裂筋：声門を閉じる。下喉頭神経支配。障害されると嗄声となる。
- 後輪状披裂筋：声門を開く。下喉頭神経支配。障害されると呼吸困難となる。